# Кассаго-Брианца
Кассаго-Брианца (итал. Cassago Brianza) — коммуна в Италии, расположена в регионе Ломбардия, подчиняется административному центру Лекко.
Население составляет 4067 человек, плотность населения составляет 1356 чел./км². Занимает площадь 3 км². Почтовый индекс — 22065. Телефонный код — 039.
Покровителями коммуны почитаются святой апостол Иаков Старший и святая Бригита, празднование 25 августа.